# Mouvement action et renouveau
Le Mouvement Action et Renouveau (MAR) est un parti politique de la république du Congo. Il est fondé par Jean-Baptiste Tati Loutard qui en est le président jusqu'à sa mort en 2009. Il est remplacé par l'ancien maire de Pointe-Noire Roland Bouiti-Viaudo. Le parti soutient le président de la République Denis Sassou-Nguesso.
Le MAR tient son congrès constitutif fin décembre 2006, marquant sa transformation en parti politique ; 342 délégués assistent au congrès. Lors des élections législatives de 2007 le parti remporte cinq des 137 sièges à l'Assemblée nationale.

## Résultats électoraux
| Année | Élus    |
| ----- | ------- |
| 2007  | 5 / 137 |
| 2012  | 4 / 139 |
| 2017  | 4 / 151 |
| 2022  | 4 / 151 |